# Лоуренс Віссер
Лоуренс Віссер (нід. Lawrence Visser, нар. 18 грудня 1989, Ломмель) — бельгійський футбольний арбітр.

## Суддівська кар'єра
Віссер розпочав свою суддівську кар'єру в 2005 році, а вже 16 серпня 2014 року дебютував у вищому бельгійському дивізіоні у віці 24 років в матчі «Остенде» — «Мехелен». Це зробило його наймолодшим арбітром за всю історію турніру. Гра закінчилася 2:0, а Віссер показав чотири жовті картки.
Віссер також встановив інший рекорд, коли 30 жовтня 2016 року вилучив Ібраїму Сека з «Беверена» на 22 секунді матчу чемпіонату проти «Андерлехта» за фол останньої надії проти форварда брюссельців Лукаша Теодорчика. Це стала найшвидша червона картка в Про-Лізі як мінімум з 2000 року, коли ліга почала вести точну статистику.
На початку 2021 року Віссер став одним з 12 арбітрів, відібраних для обслуговування матчів групового етапу молодіжного чемпіонату Європи 2021 року в Угорщині та Словенії, відсудивши там дві гри.